# Agrotis vastator
Agrotis vastator là một loài bướm đêm trong họ Noctuidae.